# Cowes (Australia)
Cowes – miejscowość w Australii w stanie Wiktoria zamieszkana przez 3,5 tys. osób (2006). Cowes jest największą miejscowością położoną na wyspie Phillip Island w regionie Gippsland. Od stolicy stanu, Melbourne dzielą ją niecałe 2 godziny jazdy samochodem. Istnieje również połączenie promowe Cowes ze Stony Point na półwyspie Mornington.

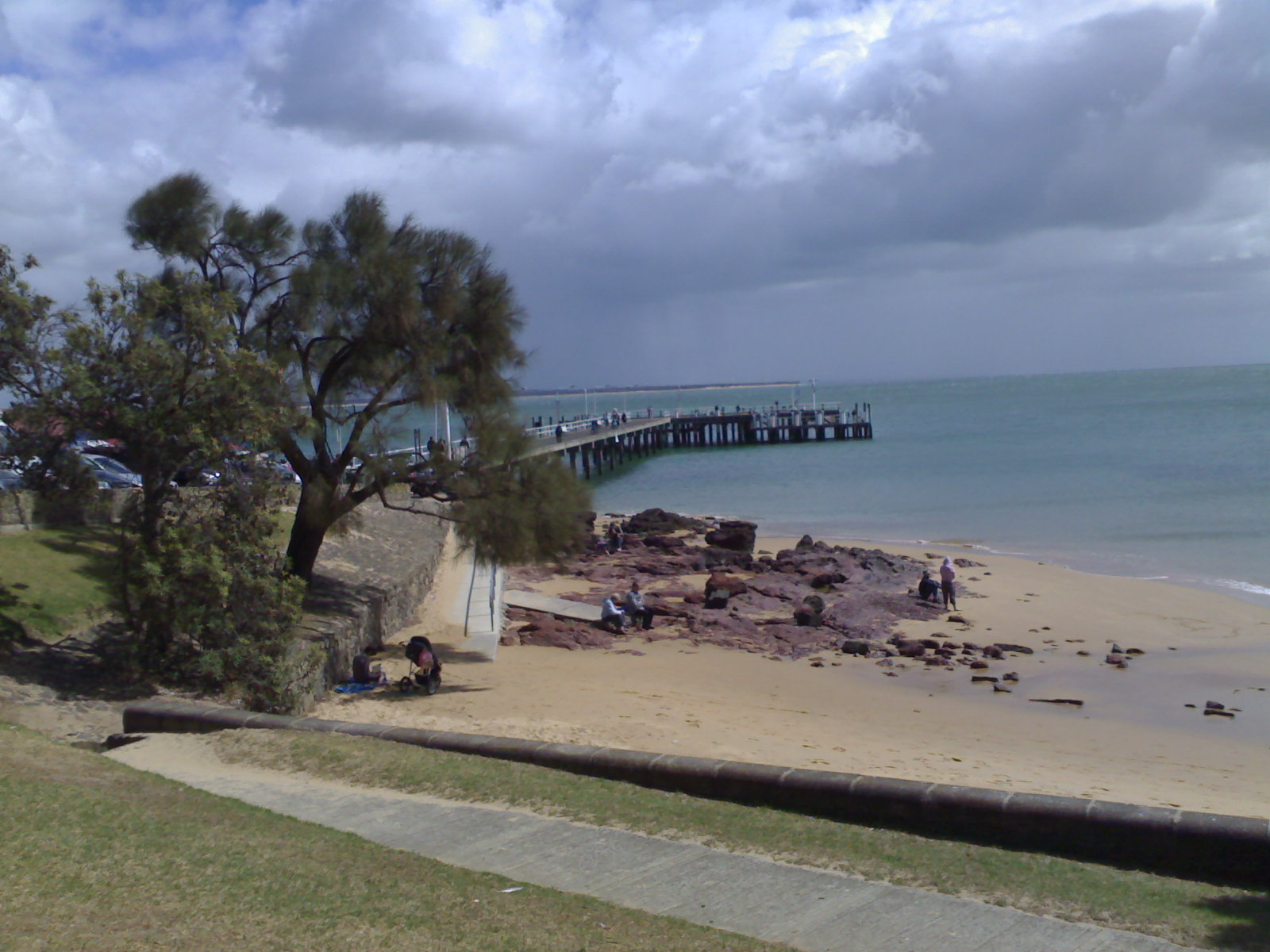
Przystań w Cowes
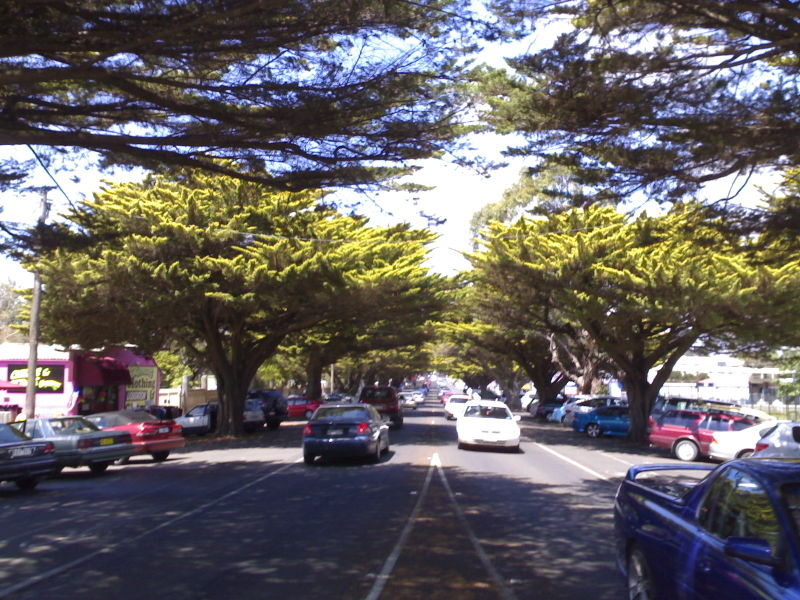
Thompson Avenue
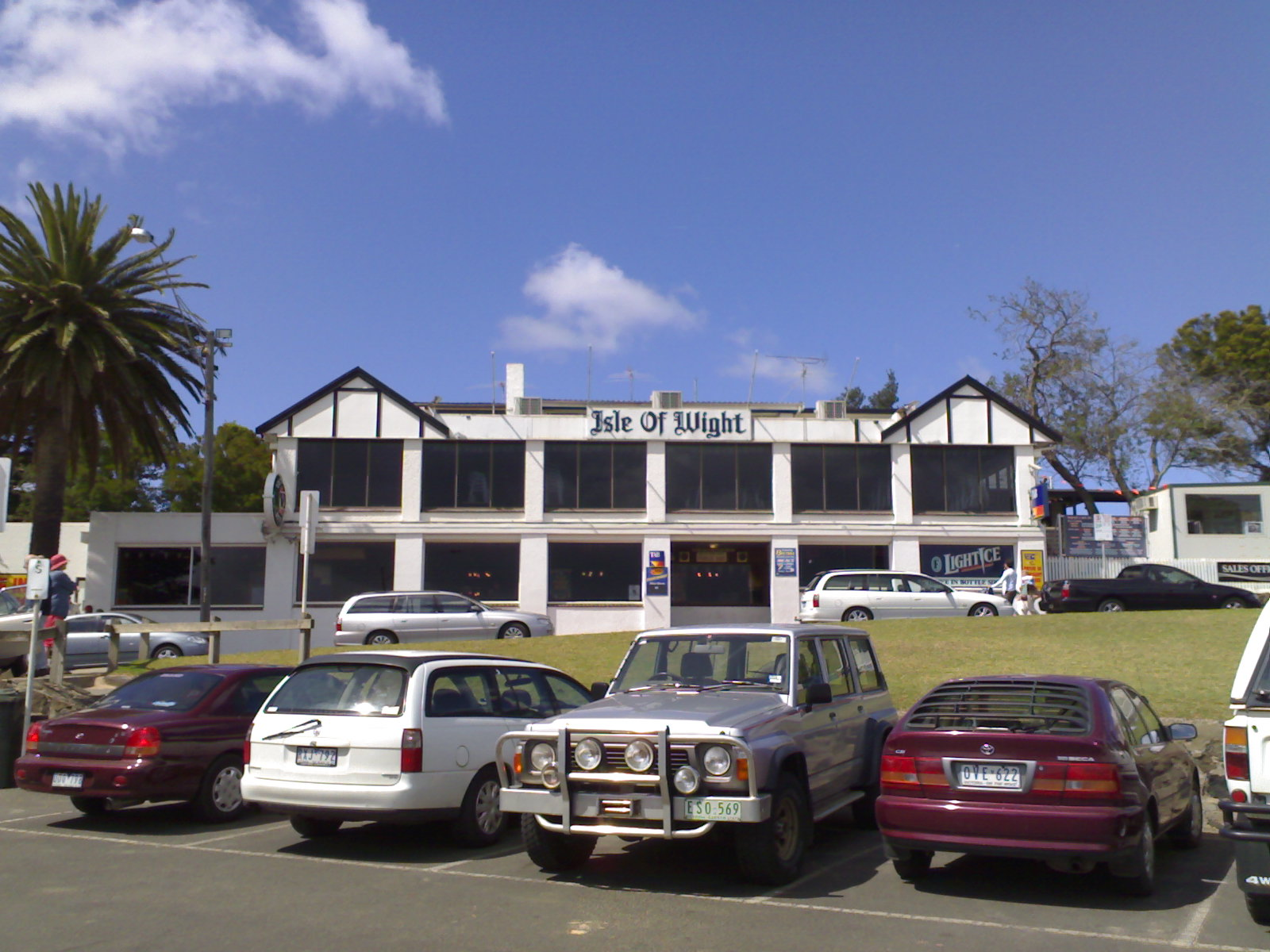
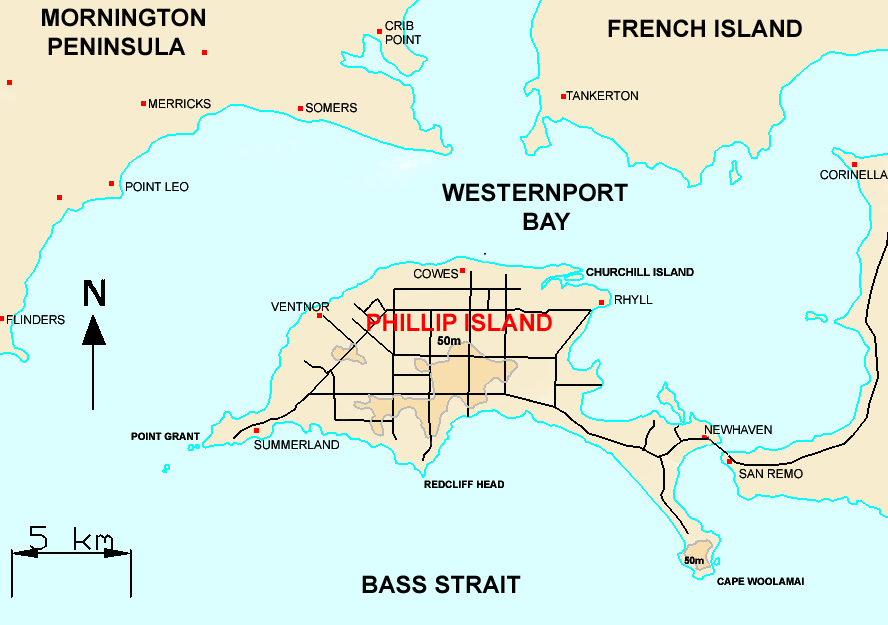
Mapa Phillip Island